# Vinko Pandurević
Vinko Pandurević (nacido el 25 de junio de 1959, Sokolac, Bosnia y Herzegovina) es un excomandante serbobosnio de la Brigada Zvornik durante la Guerra en Bosnia.
Fue sometido a juicio por el Tribunal Penal Internacional para la ex-Yugoslavia (TPIY) en La Haya, por crímenes de guerra y su rol en la Masacre de Srebrenica de 1995, en la que más de 8.000 bosnios musulmanes de sexo masculino, tanto hombres como niños fueron asesinados.
El abogado defensor de Pandurević argumentó que "no tenía un control eficaz" de su brigada durante la época en la que se produjeron esas atrocidades. Aun así, sobre la base de responsabilidad penal individual (Artículo 7(1) del Estatuto del Tribunal), fue declarado culpable de complicidad en crímenes de lesa humanidad y violaciones a las leyes o usos de la guerra. Fue condenado a 13 años de prisión y se le concedió libertad anticipada el 9 de abril de 2015.